# یواس‌سی‌جی‌سی دوین (دبلیوپی‌جی-۳۳)
یواس‌سی‌جی‌سی دوین (دبلیوپی‌جی-۳۳) (به انگلیسی: USCGC Duane (WPG-33)) یک کشتی بود که طول آن ۳۲۷ فوت (۱۰۰ متر) بود. این کشتی در سال ۱۹۳۶ ساخته شد.